# Cuộc viễn chinh Tây Tạng của Anh năm 1904

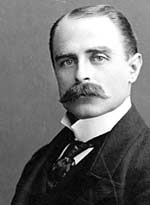
Col. Francis Younghusband

Cuộc viễn chinh Tây Tạng của Anh, cũng được gọi là cuộc xâm lược Tây Tạng của Anh hoặc cuộc viễn chinh của Younghusband đến Tây Tạng bắt đầu vào tháng 12 năm 1903 và kéo dài cho đến tháng 9 năm 1904. Cộc viễn chinh trên thực tế là một cuộc xâm lược tạm thời của lực lượng Ấn Độ thuộc Anh dưới sự bảo trợ của Ủy ban Biên giới Tây Tạng, mà mục đích là để thiết lập quan hệ ngoại giao và giải quyết các tranh chấp về biên giới giữa Tây Tạng và Sikkim. Trong thế kỷ XIX, người Anh xâm chiếm Miến Điện và Sikkim, chiếm đóng toàn bộ sườn phía nam của Tây Tạng. Chế độ Tây Tạng Ganden Phodrang, lúc đó nằm dưới sự cai trị hành chính của triều đại nhà Thanh, là nhà nước Himalaya duy nhất chưa chịu ảnh hưởng của người Anh.
Chuyến viễn chinh được dự định để chống lại tham vọng của Nga ở phía Đông và phần lớn đã được khởi xướng bởi Chúa Curzon, người đứng đầu chính phủ Ấn Độ thuộc Anh. Curzon lâu đã ám ảnh hơn trước viễn cảnh quân Nga sang Trung Á và lúc đó lo sợ một cuộc xâm lược của Nga đối với Ấn Độ thuộc Anh. Vào tháng 4 năm 1903, người Anh đã nhận được cam kết rõ ràng từ chính phủ Nga đó rằng họ không quan tâm đến Tây Tạng. "Tuy nhiên, dù đã có các bảo đảm của Nga, Chúa Curzon tiếp tục gây sức ép đối với cuộc chinh phục Tây Tạng", một sĩ quan chính trị Anh cấp cao cần chú ý.
Chuyến thám hiểm đã tìm đường đến Gyantse và cuối cùng đạt đến Lhasa, thủ phủ của Tây Tạng, vào tháng 8 năm 1904. Đức Đạt Lai Lạt Ma đã chạy trốn đến nơi an toàn, lần đầu tiên ở Mông Cổ và sau này ở Trung Quốc, nhưng hàng ngàn người Tây Tạng được vũ trang bằng súng nạp đạn đằng nòng và  kiếm đã bị quy phục bởi súng hiện đại và súng máy Maxim trong khi cố chặn cuộc tiến công của người Anh. Tại Lhasa, Ủy ban buộc các quan chức Tây Tạng ở mức độ thấp còn lại để ký Hiệp ước Lhasa (1904), trước khi rút Sikkim trong tháng, với nhận thức chính quyền Trung Quốc sẽ không cho phép bất kỳ nước nào khác để can thiệp với chính quyền của Tây Tạng.
Chính phủ Ấn Độ Anh đã công nhận cuộc thám hiểm này là một cuộc chinh phục quân sự và "thưởng huân chương quân công cho nó." 